# Rubus vicarius
Rubus vicarius är en rosväxtart som beskrevs av Henri L. Sudre. Rubus vicarius ingår i släktet rubusar, och familjen rosväxter. Inga underarter finns listade i Catalogue of Life.